# Blossia parva
Blossia parva är en spindeldjursart som först beskrevs av Roewer 1933.  Blossia parva ingår i släktet Blossia och familjen Daesiidae. Inga underarter finns listade.